# Attilio Trerè
Attilio Trerè (9. říjen 1887, Milán, Italské království – 2. leden 1943, Řím, Italské království) byl italský fotbalový hráč a trenér. Většinou hrál na pozici záložníka, ale začínal jako brankář. Stal se prvním hráčem, který vstřelil branku v Derby della Madonnina, odehraném 10. ledna 1909. Přezdívalo se mu Kaiser díky jeho kníru, který nosil tehdejší německý císař Vilém II. Pruský. I jeho bratr Alessandro byl hráčem Rossoneri.
V letech 1910 až 1914 odehrál pět utkání za reprezentaci Itálie.

## Statistika
| Sezóna          | Klub            | Liga            | Liga   | Liga | Ostatní zápasy | Ostatní zápasy | Ostatní zápasy | Celkem | Celkem |
| Sezóna          | Klub            | Soutěž          | Zápasy | Góly | Soutěž         | Zápasy         | Góly           | Zápasy | Góly   |
| --------------- | --------------- | --------------- | ------ | ---- | -------------- | -------------- | -------------- | ------ | ------ |
| 1905/06         | Milán           | 1. kategorie    | 4      | 1    | -              | 2              | 0              | 6      | 1      |
| 1906/07         | Milán           | 1. kategorie    | 3      | 0    | -              | 3              | 0              | 6      | 0      |
| 1907/08         | Milán           | 1. kategorie    | 0      | 0    | -              | 0              | 0              | 0      | 0      |
| 1908/09         | Milán           | 1. kategorie    | 1      | 1    | -              | 0              | 0              | 1      | 1      |
| 1909/10         | Ausonia         | 1. kategorie    | ?      | ?    | -              | 0              | 0              | ?      | ?      |
| 1910/11         | Milán           | 1. kategorie    | 8      | 0    | -              | 0              | 0              | 8      | 0      |
| 1911/12         | Milán           | 1. kategorie    | 15     | 0    | -              | 0              | 0              | 15     | 0      |
| 1912/13         | Milán           | 1. kategorie    | 10     | 1    | -              | 0              | 0              | 10     | 1      |
| 1913/14         | Milán           | 1. kategorie    | 17     | 5    | -              | 0              | 0              | 17     | 5      |
| 1914/15         | Milán           | 1. kategorie    | 12     | 11   | -              | 0              | 0              | 12     | 11     |
| Celkem za Milán | Celkem za Milán | Celkem za Milán | 70     | 19   | -              | 5              | 0              | 75     | 19     |
| Celkem          | Celkem          | Celkem          | 70+    | 19+  | -              | 5              | 0              | 75+    | 19+    |

## Úspěchy

### Klubové
- vítěz italské ligy (2x)

Milán: 1906, 1907